# 后藤正文
后藤正文（日语：／ Gotō Masafumi，1976年12月2日—），日本音乐家、歌手、吉他手、作词家、作曲家。是日本摇滚乐队亚细亚功夫世代的主唱与吉他手。
1976年12月2日，后藤正文出生于日本静冈县島田市。在静冈县立岛田高中，他是棒球部的成员，但未能成为正式球员。高中毕业后，他在东京立川市当了一年浪人，随后就读于关东学院大学。1996年，当他还是一名学生时，他在一个音乐俱乐部内组建了“亞細亞功夫世代”。大学毕业后，他在一家小型出版公司担任销售代表，后面他表示这段经历帮助他了解了幕后的感受。2003年，作为亚细亚功夫世代的成员主流出道。
2010年，他推出了自己的音乐厂牌only in dreams。2012年，他以Gotch的名义开始了个人项目，并发行了单曲“Lost”。2014年，他发行了首张个人专辑Can't Be Forever Young，并发行了现场专辑Live in Tokyo。2016年，他发行了第二张个人专辑Good New Times。